# اولودام (أديامان)
اولودام (بالكردية: Ultam‏) (بالتركية: Uludam)‏ هي قرية كرديّة رشوانيّة تتبع إداريّاً لمديرية أديامان في محافظة أديامان التركية الواقعة في جنوب شرق الأناضول. وبلغ عدد سكانها 381 نسمة في عام 2021.